# Тиосоль
Тиосоли — соли тиокислот. Они подобны солям кислородных кислот, но отличающиеся тем, что в них атомы кислорода замещены атомами серы. В отличие от неустойчивых тиокислот тиосоли — устойчивые соединения, имеют практическое применение. Например, тиоарсенаты Na3AsS4 и тиоарсениты Na3AsS3 — соли соответствующих тиокислот мышьяка; образуются при очистке газовых смесей от сернистых соединений. Тиосоли используют в сельском хозяйстве, в аналитической химии, химии почв и др.